# (2497) Kulikovskij
(2497) Kulikovskij es un asteroide perteneciente al cinturón de asteroides, descubierto el 14 de agosto de 1977 por Nikolái Stepánovich Chernyj desde el Observatorio Astrofísico de Crimea (República de Crimea).

## Designación y nombre
Designado provisionalmente como 1977 PZ1. Fue nombrado Kulikovskij en honor al astrónomo soviético Piotr Grigórievich Kulikovski.